# Sida serrata
Sida serrata är en malvaväxtart som beskrevs av Carl Ludwig von Willdenow och Spreng.. Sida serrata ingår i släktet sammetsmalvor, och familjen malvaväxter. Utöver nominatformen finns också underarten S. s. abscissa.